# Portsmouth Football Club 2020-2021
Questa voce raccoglie le informazioni riguardanti il Portsmouth Football Club nelle competizioni ufficiali della stagione 2020-2021

## Maglie e sponsor
Lo sponsor tecnico per la stagione 2020-2021 è Nike, mentre lo sponsor ufficiale è l'università di Portsmouth.
| Manica sinistra · Maglietta · Maglietta · Manica destra · Pantaloncini · Pantaloncini · Calzettoni · Calzettoni | Manica sinistra · Maglietta · Maglietta · Manica destra · Pantaloncini · Pantaloncini · Calzettoni · Calzettoni | Manica sinistra · Maglietta · Maglietta · Manica destra · Pantaloncini · Pantaloncini · Calzettoni |  |

## Rosa
| N. |                        | Ruolo | Calciatore            |
| -- | ---------------------- | ----- | --------------------- |
| 1  | Scozia (bandiera)      | P     | Craig MacGillivray    |
| 2  | Inghilterra (bandiera) | D     | Callum Johnson        |
| 3  | Inghilterra (bandiera) | D     | Lee Brown             |
| 4  | Inghilterra (bandiera) | C     | Tom Naylor (capitano) |
| 5  | Inghilterra (bandiera) | D     | Paul Downing          |
| 6  | Inghilterra (bandiera) | D     | Jack Whatmough        |
| 7  | Australia (bandiera)   | C     | Ryan Williams         |
| 8  | Inghilterra (bandiera) | C     | Ben Close             |
| 9  | Inghilterra (bandiera) | C     | John Marquis          |
| 10 | Galles (bandiera)      | A     | Ellis Harrison        |
| 11 | Irlanda (bandiera)     | C     | Ronan Curtis          |
| 13 | Inghilterra (bandiera) | D     | James Bolton          |
| 14 | Inghilterra (bandiera) | C     | Andy Cannon           |

| N. |                             | Ruolo | Calciatore        |
| -- | --------------------------- | ----- | ----------------- |
| 15 | Danimarca (bandiera)        | D     | Rasmus Nicolaisen |
| 17 | Inghilterra (bandiera)      | C     | Bryn Morris       |
| 19 | Inghilterra (bandiera)      | C     | Marcus Harness    |
| 20 | Inghilterra (bandiera)      | D     | Sean Raggett      |
| 23 | Inghilterra (bandiera)      | D     | Cameron Pring     |
| 24 | Inghilterra (bandiera)      | C     | Michael Jacobs    |
| 26 | Inghilterra (bandiera)      | A     | Jordy Hiwula      |
| 31 | Corea del Sud (bandiera)    | C     | Suk-jae Lee       |
| 35 | Inghilterra (bandiera)      | P     | Alex Bass         |
| 36 | Irlanda del Nord (bandiera) | C     | Eoin Teggart      |
| 39 | Galles (bandiera)           | D     | Harvey Rew        |
| 41 | Stati Uniti (bandiera)      | P     | Duncan Turnbull   |
|    | Scozia (bandiera)           | C     | George Byers      |